# Cornelis van Heukelom
Mr. Cornelis (Kees) van Heukelom (Amsterdam, 29 maart 1822 - 's-Gravenhage, 11 juli 1880) was een mededirecteur bij de Nederlandsch-Indische Spoorweg Maatschappij (NISM) en prominent liberaal politicus.
Cornelis van Heukelom, ook wel Kees voor intimi, was een zoon van koopman Frans van Heukelom (1776-1823) en Elisabeth Hartsen (1786-1859), lid van de familie Hartsen. Zijn broer is Frans van Heukelom, bankier en staatsraad in buitengewone dienst. Hij studeerde Romeins en hedendaags recht, waarin hij in 1844 promoveerde op een proefschrift aan de Hogeschool te Leiden. Hij ging vervolgens werken bij de door zijn broer opgerichte NISM, waar hij mededirecteur werd. Hij zou ongehuwd blijven.
Tussen 1857 en 1863 was Van Heukelom gemeenteraadslid in Amsterdam, en tussen 1859 en 1866, en later vanaf 1877, was hij lid van de Tweede Kamer der Staten-Generaal. Daar was hij koloniaal woordvoerder, en medestander van Isaäc Dignus Fransen van de Putte (Puttiaan). Hij sprak tevens over handel, scheepvaart en nijverheid, en hoewel hij niet zo vaak sprak, was hij wel actief bij de schriftelijke voorbereidingen. Hij kon worden gerekend tot een van de leidende figuren bij de vooruitstrevende liberalen, en in zijn huis vond soms overleg plaats van liberale Kamerleden. In 1866 werd hij bij de verkiezingen verslagen, maar in 1877 en 1879 werd hij weer gekozen. In 1862 werd hem de functie Minister van Koloniën aangeboden, welke hij niet aanvaardde.